# Andrew Blake
Andrew Blake, vlastním jménem Paul Nevitt, (* 1947, USA) je americký režisér porno filmů, filmový producent a scenárista.

## Vybrané filmy
- Playboy: Sexy Lingerie (1988) (jako Paul Nevitt)
- Night Trips (1989)
- House of Dreams (1990)
- Art of Desire (1991)
- Hidden Obsessions (1992)
- Sensual Exposure (1993)
- Fantasy Women (1994)
- Pin-Ups, též jako Andrew Blake's Pin-Ups (1994)
- Unleashed, též jako Andrew Blake's Unleashed (1996)
- High Heels, též jako Obsessions High Heels (1998)
- Aroused (1999)
- Playthings (1999)
- Blond & Brunettes (2001)
- Justine (2002)
- Hard Edge (2003)
- Flirts (2005)
- Andrew Blake X, též jako X (2007)
- Paid Companions (2008)
- 9to5 – Days in Porn (2009)

## Ocenění
- 1999 AVN Award „Best All-Sex, Film“ (High-Heels)
- 2000 AVN Award „Best All-Sex Film“ (Playthings)
- 2002 AVN Award „Best Art Direction Film“ (Blond & Brunettes) s Kylou Cole a Anitou Blond
- 2002 AVN Award „Best Cinematography“ (Blond & Brunettes)
- 2002 Venus "Best Director USA"
- 2004 AVN Award „Best All Sex Film“ (Hard Edge)
- 2004 AVN Award „Best Art Direction Film“ (Hard Edge)
- 2004 AVN Award „Best Cinematography“ (Hard Edge)
- 2004 AVN Award „Best Editing Film“ (Hard Edge)
- 2005 AVN Award „Best Cinematography“ (Flirts)
- 2008 AVN Award „Best Editing“ (X)
- 2009 AVN Award „Best Cinematography“ (Paid Companions)
- 2010 XBIZ Award „Excellence in Progressive Erotica“
- 2011 XBIZ Award „Best Editing“ (Voyeur Within)